# Kronprinsessan Kiko av Japan
Kronprinsessan Kiko av Japan, Prinsessan Akishino (japanska; officiellt: 皇嗣文仁親王妃紀子, Kōshi Fumihito Shinnōhi Kiko)J, född Kiko Kawashima (japanska: 川嶋紀子 Kawashima Kiko) den 11 september 1966, är kronprinsessa av Japan, hustru till kronprins Fumihito, som är japansk tronföljare sedan 2020.

## Biografi
Kronprinsessan Kiko är dotter till en universitetslektor och därmed den andra som någonsin tillhört kejsarhuset utan att vara född kunglig. Hennes svärmoder kejsarinnan Michiko var den första vid vigseln 1959.
Kronprinsessan Kiko vigdes med kronprins Akishino 1990, och paret har tre barn. Det är döttrarna Mako, född 1991, och Kako, född 1994, samt sonen Hisahito född 2006. Hisahito är den förste tronarvingen på 41 år och hans födelse säkerställer manlig tronföljd i Japan, där man under senare år diskuterat om man skulle övergå till könsneutral tronföljd på grund av den tidigare avsaknaden av manliga barn till kejsarfamiljens prinsar och prinsessor.